# DIN 19239
Die DIN-Norm DIN 19239 Messen, Steuern, Regeln – Steuerungstechnik – Speicherprogrammierte Steuerungen – Programmierung wurde von der Deutschen Kommission Elektrotechnik Elektronik Informationstechnik erstellt und regelt die Programmierung von speicherprogrammierbaren Steuerungen.

## Geschichte
Ein erster Entwurf wurde am 1. April 1981 veröffentlicht, der am 1. Mai 1983 durch eine überarbeitete und freigegebene Version ersetzt wurde. DIN 19239 wurde am 1. August 1994 zurückgezogen und durch DIN EN 61131-3 abgelöst.

## Inhalt
DIN 19239 definierte als Sprachmittel für Steuerungen Anweisungsliste (AWL), Kontaktplan (KOP) und Funktionsplan (FUP).
Die in dieser Norm definierten Sprachen fand bereits in den 1980er Jahren breite Anwendung. Beispiel sind Logistat A500 (AEG) und Step 5 (Siemens).